# Велики чичак
Велики чичак (Arctium lappa), у народу још и као репух, лопух, велики лопух, је најчешћа и најпознатија врста чичка. Научни назив Arctium lappa потиче од грчких речи arktos, што значи медвед и lappa што представља име чичка или од грче речи labein = дохватити, шчепати (због кукица којима се плод закачиње). Велики чичак је веома распрострањена, двогодишња коровска биљка која се може наћи на запуштеним местима, поред путева и око насеља. 

## Опис биљке
Корен је меснат, вретенаст и дужине до 60 cm. Стабло је црвенкасто, ребрасто, грана се само у горњем делу и гранчице су вунасте. Листови су најкрупнији у доњем делу стабла да би постајали све ситнији идући ка његовом врху. Лице листа је тамнозелено, а наличје је покривено сивим длакама. Крунични листићи су пурпурноцрвени, цевасти и на врху подељени на пет делова. Чашични листићи су на врху савијени у облику кукице. Цветови образују лоптасте главице сакупљене у гроње. 

## Дрога и хемијски састав
Најчешће се користи корен (Bardanae radix), док се плод (Bardanae fructus), лист (Bardanae folium) или уље (Oleum Bardanae radicae) користе нешто ређе. 
Корен се сакупља у другој години и садржи:
- инулин (45-50%),
- слуз,
- чврсто етарско уље,
- скроб,
- горке материје,
- масти,
- танине,
- лигнине и др.

## Употреба
У народној медицини примењује се за лечење обољења косе која се испира незаслађеним чајем. Поред тога добар је и за чишћење крви и мокраћних путева као и код повишеног шећера у крви. Треба напоменути да се чичак не сме користити истовремено са употребом лекова против повишеног шећера у крви.
Поред ових дејстава чичак показује веома разноврсна дејства. Најчешће је у употреби као средство које помаже код избацивања вишка течности, против упала, чирева, екцема, псоријазе. Користи се и за јачање апетита као и за стварање и лучење жучи. Експерименталним путем је доказано да чичак делује на бактерије. 